# Oh No! More Lemmings
Oh No! More Lemmings is een videospel voor de platforms Commodore Amiga. Het spel werd uitgebracht in 1991. Het spel is het vervolg op Lemmings en heeft nieuwe muziek en graphics. Het telt 100 levels. Het werd uitgebracht als standalone versie en uitbreiding.

## Ontvangst
| Beoordeeld door                | Platform | Datum         | Score |
| ------------------------------ | -------- | ------------- | ----- |
| Info                           | Amiga    | maart 1992    | 100%  |
| Power Play                     | Amiga    | februari 1992 | 100%  |
| Datormagazin                   | Amiga    | 12 maart 1992 | 95%   |
| Amiga Action                   | Amiga    | februari 1992 | 92%   |
| CU Amiga                       | Amiga    | februari 1992 | 84%   |
| ASM (Aktueller Software Markt) | Amiga    | januari 1992  | 83%   |
| ASM (Aktueller Software Markt) | Atari ST | januari 1992  | 83%   |
| ASM (Aktueller Software Markt) | DOS      | januari 1992  | 83%   |
| Amiga Power                    | Amiga    | januari 1992  | 82%   |
| Power Play                     | DOS      | februari 1992 | 80%   |